# Reichertshausen (Bawaria)
Reichertshausen – miejscowość i gmina w Niemczech, w kraju związkowym Bawaria, w rejencji Górna Bawaria, w regionie Ingolstadt, w powiecie Pfaffenhofen an der Ilm. Leży około 8 km na południe od Pfaffenhofen an der Ilm, nad rzeką Ilm, przy drodze B13 i linii kolejowej Monachium – Ingolstadt - Norymberga.

## Dzielnice
W skład gminy wchodzą następujące dzielnice: 
- Bärnhausen
- Grafing
- Gründholm
- Gurnöbach
- Haunstetten
- Kreut
- Langwaid
- Lausham
- Oberpaindorf
- Paindorf
- Pischelsdorf
- Reichertshausen
- Salmading
- Steinkirchen

## Demografia
| Rok  | Liczba mieszk. |
| ---- | -------------- |
| 1970 | 2 299          |
| 1987 | 3 837          |
| 2000 | 4 863          |
| 2005 | 4 942          |

### Struktura wiekowa
Dane o ludności z 31 grudnia 2008:
| Opis                                | Ogółem | Ogółem | Kobiety | Kobiety | Mężczyźni | Mężczyźni |
| ----------------------------------- | ------ | ------ | ------- | ------- | --------- | --------- |
| Jednostka                           | osób   | %      | osób    | %       | osób      | %         |
| Populacja                           | 4908   | 100    | 2445    | 49,82   | 2463      | 50,18     |
| Wiek przedprodukcyjny (0–17 lat)    | 977    | 19,91  | 483     | 9,84    | 494       | 10,07     |
| Wiek produkcyjny (18–65 lat)        | 3180   | 64,79  | 1549    | 31,56   | 1631      | 33,23     |
| Wiek poprodukcyjny (powyżej 65 lat) | 751    | 15,3   | 413     | 8,41    | 338       | 6,89      |

## Polityka
Wójtem gminy jest Reinhard Heinrich z CSU, rada gminy składa się z 16 osób.
|      | CSU | SPD | UWG | PW | FW | Razem |
| 2008 | 5   | 2   | 6   | -  | 3  | 16    |
| 2002 | 6   | 3   | 5   | 1  | 1  | 16    |

## Oświata
W gminie znajdują się dwa przedszkola, żłobek, szkoła podstawowa z częścią Hauptschule (23 nauczycieli, 321 uczniów) oraz szkoła podstawowa w Steinkirchen.